# Hargitai Károly (sportvezető)
Hargitai Károly (Komárom, 1929 – 2013. április 30.) sportvezető. Az FTC 21. elnöke.

## Élete
1952-től a Munkaerőtartalékok Sport Egyesülete Országos elnökségének munkatársa, majd később a Budapesti Ifjúsági és Sport Bizottság előadója volt. 1974. május 1-jétől a Ferencvárosi TC ügyvezető elnökhelyettese. 1985. február 25-én az FTC közgyűlése a klub 21. elnökének választotta. Az egyesület történetében először lett ügyvezető alelnökből a klub elnöke. 1990 decemberében nyugdíjba vonult.

## Díjai
- FTC aranydiploma
- az FTC örökös tagja
- Sport Érdemes Dolgozó
- Sport Érdemérem Arany fokozata
- Az FTC alapításának 100. évfordulójának díszoklevele
- A Civil Európáért alapított díszoklevél